# Hôtel de Saint-Jory
L’hôtel de Saint-Jory est un ancien hôtel particulier qui se situait à l'emplacement du no 10 rue Croix-Baragnon, dans le centre historique de Toulouse. Il est construit dans la deuxième moitié du XVe siècle pour Gatien Du Faur, président au parlement de Toulouse, puis remanié vers 1545 par Nicolas Bachelier pour son petit-fils, le juge-mage Michel Du Faur de Saint-Jory. L'hôtel est finalement démoli vers 1771 afin de permettre la construction de l'hôtel d'Andrieu de Montcalvel.

## Histoire

### Le premier hôtel gothique
La famille Du Faur possède déjà, à la fin du Moyen Âge, un hôtel particulier, probablement construit dans le dernier tiers du XVe siècle. En 1477, il appartient à Gatien Du Faur, juge ordinaire de Vic-Fezensac en 1462, chancelier du comte d'Armagnac en 1468 et troisième président au parlement de Toulouse en 1473. Il achète une partie de la seigneurie de Saint-Jory à Jean de Villeneuve de Lagarrigue, en 1485, pour le prix de 2 000 écus,. La résidence qu'il se fait construire à Toulouse est un des plus vastes hôtels particuliers de la ville qui, s'il se situe à la limite nord du quartier parlementaire, s'ouvre sur la rue Croix-Baragnon, une des plus importantes voies de la ville. Il se compose de trois corps de logis encadrant une cour intérieure. Dans un angle, la grande tour d'escalier est, avec ses 26,50 mètres, la plus haute de la ville. À l'arrière s'étend un jardin qui possède un accès sur la rue de la Colombe.
En 1495, à la mort de Gatien Du Faur, ses biens passent à son fils, Arnaud Du Faur, procureur général depuis 1483. De son troisième mariage avec Bourguine de Bouzaine, ce dernier a comme fils Michel Du Faur, qui hérite à son tour de l'hôtel de la rue Croix-Baragnon en 1509.

### Les transformations de la Renaissance
Michel Du Faur est un membre éminent de l'élite parlementaire toulousaine. Seigneur du Pujol, de Saint-Jory (il achète l'entièreté de la seigneurie en 1560), de Montlaur, de La Serre et de Deyme, il assume successivement les charges de juge au présidial en 1531, juge-mage de 1535 à 1547, conseiller au Grand conseil en 1556, président au parlement en 1565, et enfin président honoraire en 1573. En 1531, il épouse Éléonore de Bernuy, fille de Jean de Bernuy, l'un des plus riches marchands de Toulouse, et de l'une de ses tantes, Marguerite Du Faur. C'est dans son hôtel que descend, le 27 juillet 1533, Anne de Montmorency, maréchal de France et gouverneur du Languedoc,. Homme de lettres et de science, Michel Du Faur appartient également aux cercles littéraires et humanistes toulousains, puisqu'il est mainteneur de la gaye-science en 1535 et chancelier des Jeux Floraux en 1558.
C'est vers 1540-1545 que Michel Du Faur fait réaménager l'hôtel de ses ancêtres. Il en confie probablement la réalisation à l'architecte et sculpteur Nicolas Bachelier, que son beau-frère, Guillaume de Bernuy, emploie pour la construction de son hôtel de la rue des Imaginaires (actuel no 5 rue de la Pomme). D'ailleurs, peu après, en mai 1545, Michel Du Faur passe contrat avec Nicolas Bachelier pour la modernisation du château de Saint-Jory. Dans l'hôtel de la rue Croix-Baragnon, il s'agit également de remettre l'hôtel médiéval au goût du jour, dans le style Renaissance. Il fait ainsi modifier les fenêtres et les galeries, et construire un escalier droit dans l'aile ouest. Mais c'est le portail qui fait l'admiration des contemporains, tel l'humaniste Jean de Boyssoné qui y consacre un dizain.

### Des Du Faur à la démolition
Après la mort de Michel Du Faur, en 1574 ou 1575, l'hôtel reste la propriété de sa famille. En 1679, c'est Jacques Du Faur, seigneur de Saint-Jory, qui occupe l'hôtel. Il passe ensuite à son fils, Tristan Du Faur, marquis de Cardaillac, comte de Bioule et baron de Saint-Jory. Lieutenant des gardes du corps de Philippe d'Orléans, il réside entre Versailles et Paris. En 1734, sa fille unique, Marie-Gabrielle Du Faur, épouse Paul-Antoine d'Alies, baron de Bazian, de Caussade et de Réalville, et président à la cour des aides de Montauban. C'est probablement à cette époque, dans le premier quart du XVIIIe siècle, que l'hôtel est vendu à Joseph de Caulet de Gramont, président à mortier à la chambre criminelle du parlement en 1714. En 1742, son fils, Henri-Joseph de Caulet, hérite de sa charge et de l'hôtel. En 1755, il meurt brutalement et c'est son frère Tristan de Caulet, chevalier de Malte, qui reçoit l'héritage.
C'est en fin de compte Tristan de Caulet qui, en 1770, vend l'hôtel à François-Joseph d'Andrieu de Montcalvel. Dès l'année suivante, ce dernier fait démolir le vieil hôtel des Du Faur et construire une nouvelle demeure.

## Description
Malgré la disparition de l'hôtel de Saint-Jory, il est connu par une description faite en 1629 et étudiée par l'historien Colin Debuiche. Il se compose de quatre corps de bâtiment qui encadrent une vaste cour intérieure, longue de 28 mètres et large de 20 mètres environ.
Au sud, sur la rue Croix-Baragnon, le corps de bâtiment est percé d'un portail monumental. Au revers, du côté de la cour, sont superposés trois niveaux de galeries, comme dans l'hôtel de Jean de Bernuy. Dans l'angle sud-ouest, un escalier droit permet d'accéder aux galeries supérieures. Sur le côté ouest, le corps de bâtiment s'élève sur deux étages, surmontés d'un haut niveau de comble. Il est desservi par une tour d'escalier polygonale, dont la vis est en bois, et couverte d'ardoises. Sur le côté nord, un corps de logis semblable au précédent est desservi dans l'angle nord-est par une grande tour d'escalier à vis en pierre, couronnée de créneaux et d'une terrasse, accessible par une tourelle sur cul-de-lampe. Elle culmine certainement à 26,50 mètres,. Sur le côté est, le corps de bâtiment ne s'élève que sur deux niveaux occupés, au rez-de-chaussée, par la cuisine et la sommellerie, et à l'étage par des chambres et une bibliothèque.
Un passage, dans l'angle nord-ouest de la cour, permet d'accéder à un vaste jardin d'environ 33 mètres de long et 19 mètres de large. Il s'y trouve une écurie et des granges. Au fond, une sortie de service débouche sur la rue de la Colombe (partie de l'actuelle rue de Metz).
Il ne reste plus rien de l'hôtel de Saint-Jory, si ce n'est l'encadrement d'une fenêtre, déposé en 1835 au musée des Augustins par l'abbé Joseph de Montégut, vicaire général à la cathédrale de Montauban,. Il le tenait probablement de son grand-père, Jean François de Montégut, conseiller au parlement, mais aussi poète et collectionneur.

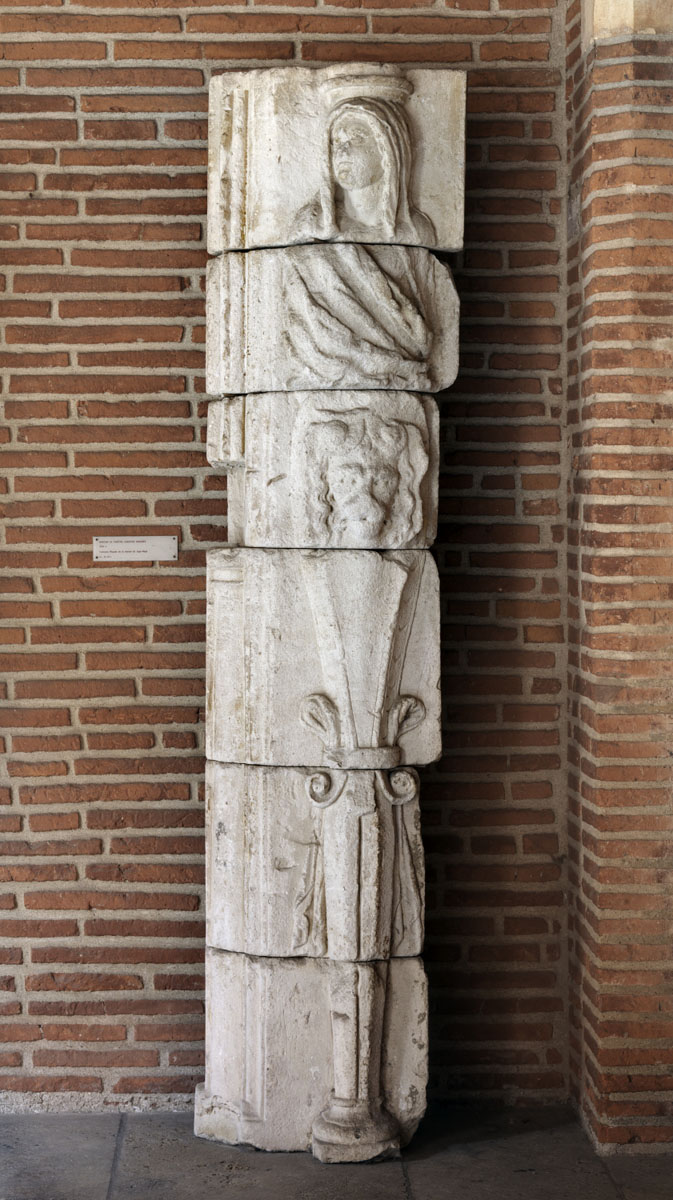
Cariatide engainée (milieu du XVIe siècle, musée des Augustins).
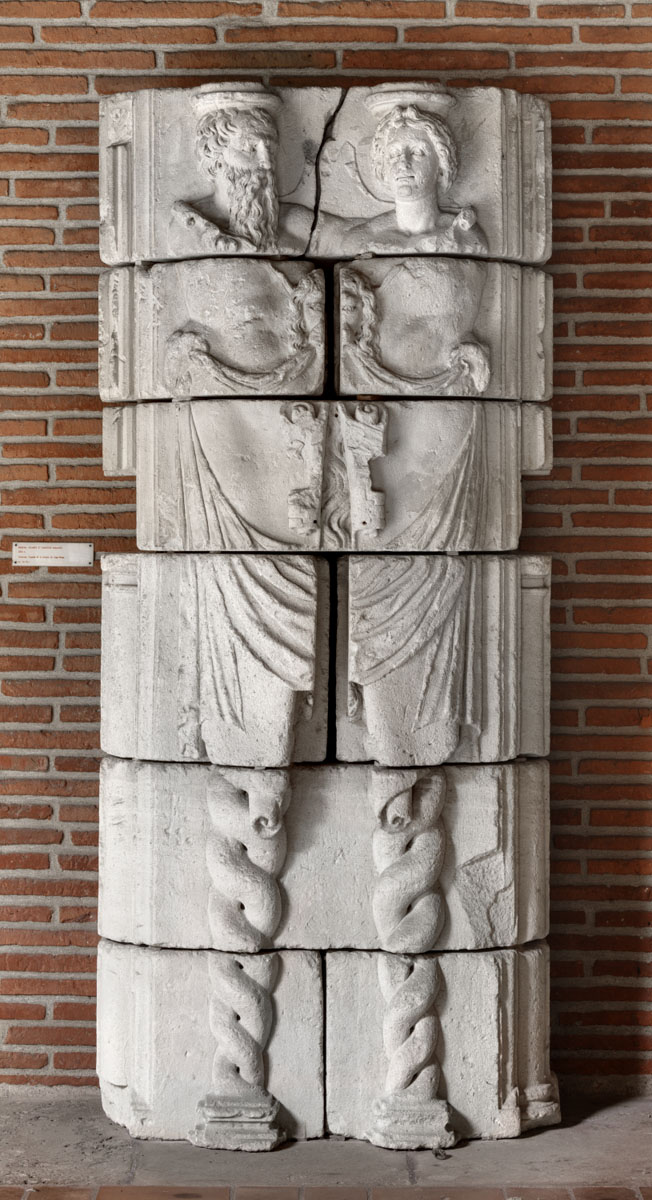
Atlante et cariatide engainés (milieu du XVIe siècle, musée des Augustins).
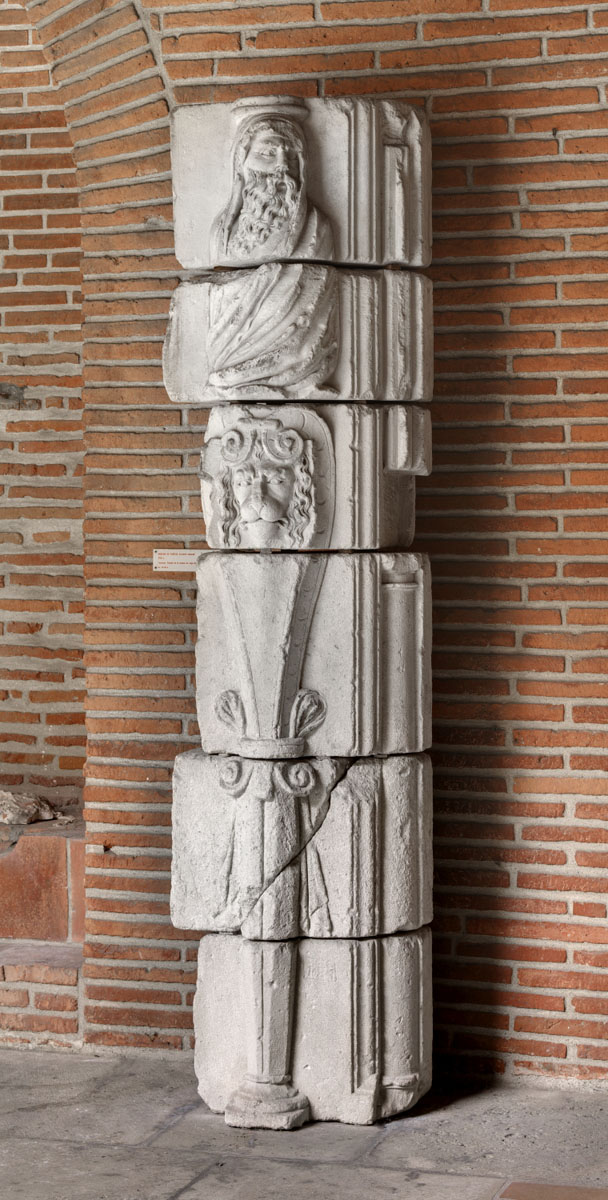
Atlante engainé (milieu du XVIe siècle, musée des Augustins).